# Belagerung von Limerick (1690/1691)
Dromore – Derry – Bantry Bay – Newtownbutler – Carrickfergus – Newry – Cavan – Boyne – Athlone (1) – Limerick (1) – Cork – Athlone (2) – Aughrim – Limerick (2)
Die Belagerung von Limerick in den Jahren 1690 und 1691 war die dritte und letzte Belagerung der Stadt im 17. Jahrhundert und fand während des Kriegs der zwei Könige statt.
Nach der Schlacht am Boyne befand sich die Jakobiter-Armee in der gleichen Situation wie die Irische Konföderation bei der letzten Belagerung Limericks 40 Jahre zuvor – sie kontrollierten lediglich ein kleines Gebiet westlich des Flusses Shannon zwischen den Städten Limerick und Galway. Die Hauptarmee der Jakobiter hatte sich nach der Niederlage bei der Schlacht am Boyne nach Limerick zurückgezogen. Einige der erfahrenen Offiziere, vor allem Richard Talbot, 1. Earl of Tyrconnell wollte sich der Armee von Wilhelm III. ergeben, solange es noch gute Chancen gab, vernünftige Kapitulationsbedingungen aushandeln zu können. Doch sie wurden von anderen Kommandanten unter Patrick Sarsfield, 1. Earl of Lucan überstimmt, die weiter kämpfen wollten. Der französische Jakobiten-Kommandant Lauzun wollte ebenfalls kapitulieren, da er der Auffassung war, dass die Verteidigungsanlagen der Stadt Limerick von gerösteten Äpfeln zerstört (knocked down by roasted apples) werden könnten. In Limerick standen 14.500 Soldaten und rund um die Stadt ca. 2.500 Kavalleristen unter dem Kommando von Sarsfield. Die Moral der Armee war hoch, nicht zuletzt wegen einer irischen Prophezeiung, die besagte, dass die Iren außerhalb der Stadt Limerick einen großen Sieg über englische Truppen erreichen würden. Diese Motivation mag aus heutiger Sicht merkwürdig erscheinen, doch zu dieser Zeit spielten Prophezeiungen eine große Rolle in der irischen Kultur.

## Die erste Belagerung (1690)
William III. und seine 25.000 Mann starke Armee erreichten Limerick am 7. August 1690. Sie besetzten Ireton's Fort und Cromwell's Fort außerhalb der Stadt, die während der letzten Belagerung von Limerick errichtet worden waren. Die Belagerungswaffen von William III. waren allerdings noch auf dem Weg von Dublin nach Limerick, wo sie bei Ballyneety (Grafschaft Limerick) von Sarsfields Kavallerie abgefangen und zerstört wurden. Dies führte dazu, dass William weitere 10 Tage warten musste, ehe er Limerick unter Beschuss nehmen konnte, da neue Belagerungswaffen erst von Waterford herbeigeschafft werden mussten. Mittlerweile war es später August und William wollte den Krieg in Irland vor dem Winter beenden, um in die Niederlande zurückkehren zu können. Deswegen entschied er sich für einen kompromisslosen Sturmangriff auf die Stadt.
Seine Belagerungskanonen konnten eine kleine Bresche in die Stadtmauer rund um Irish Town schlagen, so dass am 27. August der Infanterieangriff auf Limerick starten konnte. Die Lücke wurde zuerst von dänischen Grenadieren gestürmt, doch der französische Jakobitenoffizier Boisseleau hatte innerhalb der Mauern einen Erdwall errichten und mit Barrikaden sichern lassen. Die Dänen sowie die acht Regimenter, die darauf folgten, erlitten durch Musketenfeuer und Kanonenbeschuss heftigste Verluste. Soldaten der Jakobiter, die keine Waffen hatten, sowie die Zivilbevölkerung (auch Frauen) bewarfen die Eindringlinge von der Stadtmauer aus mit Steinen und Flaschen. Ein Jakobiten-Regiment von Dragonern machte auch einen Ausfall und attackierte die Armee von William III. außerhalb der Lücke. Nach dreieinhalb Stunden Kampf zog William seine Armee zurück. 3.000 seiner Männer ließen bei dem Versuch, Limerick zu stürmen, ihr Leben, darunten einiger der besten Einheiten aus den Niederlanden, Deutschland und Frankreich. In Limerick beklagte man nur 400 tote Soldaten. Aufgrund des nahenden schlechten Wetters unterbrach William die Belagerung und zog sich in die Winterquartiere zurück, wo weitere 2.000 Soldaten durch Krankheiten und Seuchen starben. William verließ kurz darauf Irland.

## Die zweite Belagerung (1691)
Erst im August 1691 kehrte die Armee nach Limerick zurück, um die Belagerung fortzusetzen. Zwischenzeitlich hatte sich die militärische Situation völlig geändert. Die Hauptarmee der Jakobiten wurde bei der Schlacht von Aughrim im Juli 1691 geschlagen und verlor 4.000 Mann, einschließlich des Kommandanten, des Marquis de St. Ruth. Tausende weitere Soldaten wurden gefangen genommen oder desertierten. Galway kapitulierte ebenfalls im Juli und die verbliebenen Soldaten zogen sich nach Limerick zurück. Im Gegensatz zum Vorjahr war die Moral allerdings gering und die Bereitschaft zur Kapitulation groß. Im Gegensatz dazu waren die Verteidigungsanlagen um Limerick seit 1690 weiter befestigt und ausgebaut worden. Insgesamt betrug die Truppenstärke in Limerick knapp 14.000 Mann.
Doch General Godert de Ginkell ließ die Stadt von seinen 20.000 Mann umzingeln und schaffte es schließlich, eine Lücke in die Stadtmauer um English Town zu schießen. Ein Überraschungsangriff der angreifenden Armee drängte die irischen Verteidiger von den Erdwällen rund um Thomond Bridge zurück nach Irish Town. Doch die französischen Truppen in Irish Town weigerten sich die Stadttore für die fliehenden irischen Truppen zu öffnen, so dass ca. 800 Soldaten getötet wurden – teilweise ertranken sie im Fluss Shannon.
Nach diesem Vorfall übernahm Patrick Sarsfield, 1. Earl of Lucan die Kontrolle in der Stadt, löste die französischen Kommandanten ab und begann mit Kapitulationsverhandlungen. Sarsfield und Ginkell unterzeichneten schließlich den Vertrag von Limerick, der die Belagerung beendete. Sarsfield verließ Irland schließlich mit 10.000 Soldaten und 4.000 Frauen in Richtung Frankreich – diese Flucht wurde als Flucht der Wildgänse bekannt.